# Mario Mola
Mario Mola Díaz (Palma de Mallorca, 23 de febrero de 1990) es un deportista español que compite en triatlón y duatlón, tres veces campeón mundial de triatlón (2016, 2017 y 2018), y campeón mundial de duatlón (2023).
Ganó siete medallas en el Campeonato Mundial de Triatlón entre los años 2013 y 2019, y una medalla de bronce en el Campeonato Europeo de Triatlón de 2013. Además, consiguió 16 victorias de etapa en las Series Mundiales del Campeonato Mundial.
En duatlón obtuvo una medalla de oro en el Campeonato Mundial de 2023 y una medalla de bronce en el Campeonato Europeo de 2023.
Participó en tres Juegos Olímpicos de Verano, ocupando el decimonoveno lugar en Londres 2012, el octavo en Río de Janeiro 2016 y el décimo en Tokio 2020.
Estudió el máster en Administración de Entidades Deportivas en la Universidad Católica San Antonio de Murcia.

## Palmarés internacional
| Campeonato Mundial | Campeonato Mundial       | Campeonato Mundial | Campeonato Mundial |
| Año                | Lugar                    | Medalla            | Prueba             |
| ------------------ | ------------------------ | ------------------ | ------------------ |
| 2013               | Londres (Reino Unido)    | Medalla de bronce  | Individual         |
| 2014               | Edmonton (Canadá)        | Medalla de plata   | Individual         |
| 2015               | Chicago (Estados Unidos) | Medalla de plata   | Individual         |
| 2016               | Cozumel (México)         | Medalla de oro     | Individual         |
| 2017               | Róterdam (Países Bajos)  | Medalla de oro     | Individual         |
| 2018               | Gold Coast (Australia)   | Medalla de oro     | Individual         |
| 2019               | Lausana (Suiza)          | Medalla de plata   | Individual         |
| Campeonato Europeo |                          |                    |                    |
| Año                | Lugar                    | Medalla            | Prueba             |
| 2013               | Alanya (Turquía)         | Medalla de bronce  | Individual         |

| Campeonato Mundial | Campeonato Mundial | Campeonato Mundial | Campeonato Mundial |
| Año                | Lugar              | Medalla            | Prueba             |
| ------------------ | ------------------ | ------------------ | ------------------ |
| 2023               | Ibiza (España)     | Medalla de oro     | Individual         |
| Campeonato Europeo |                    |                    |                    |
| Año                | Lugar              | Medalla            | Prueba             |
| 2023               | Caorle (Italia)    | Medalla de bronce  | Individual         |